# 城輪神社

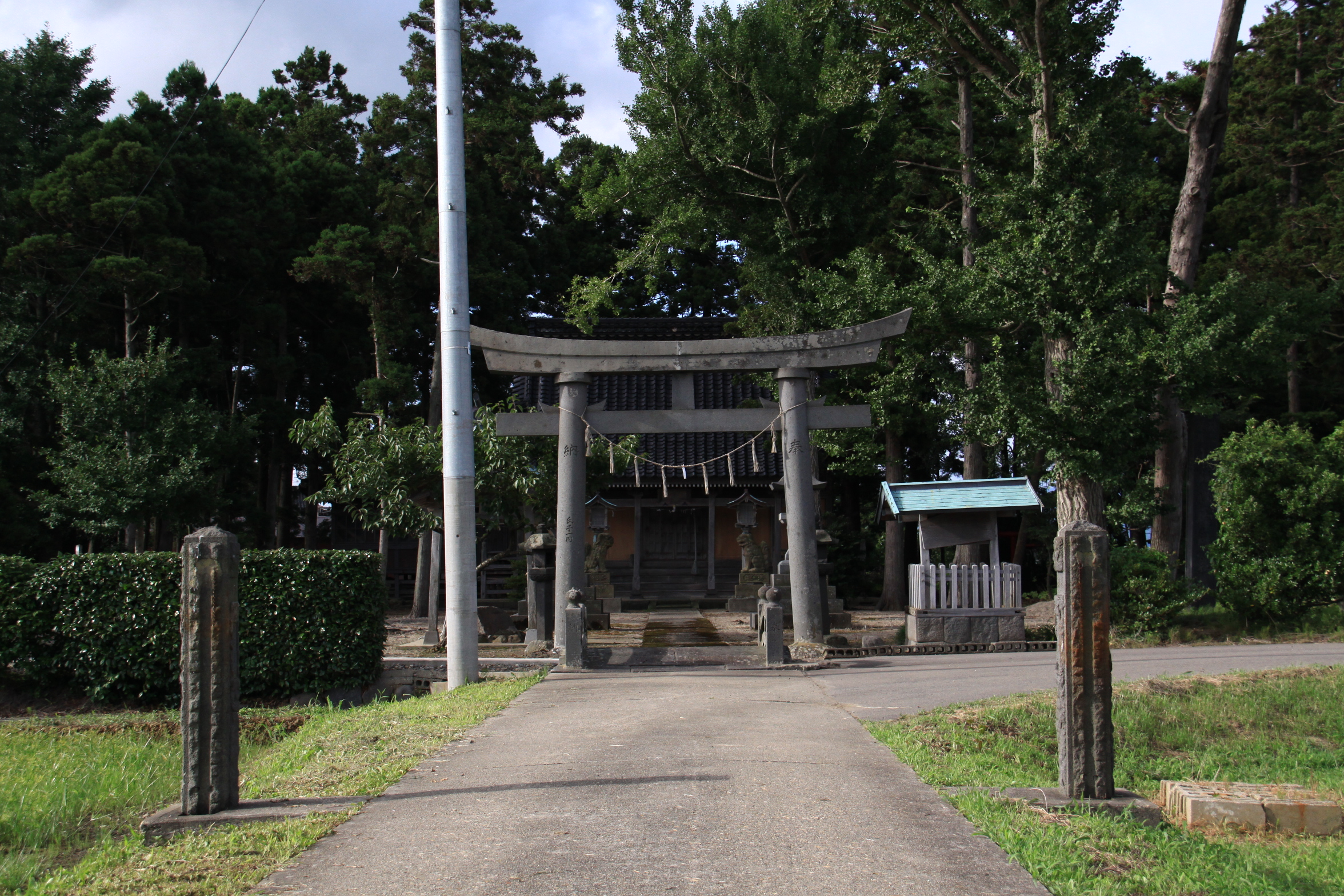
城輪神社　鳥居

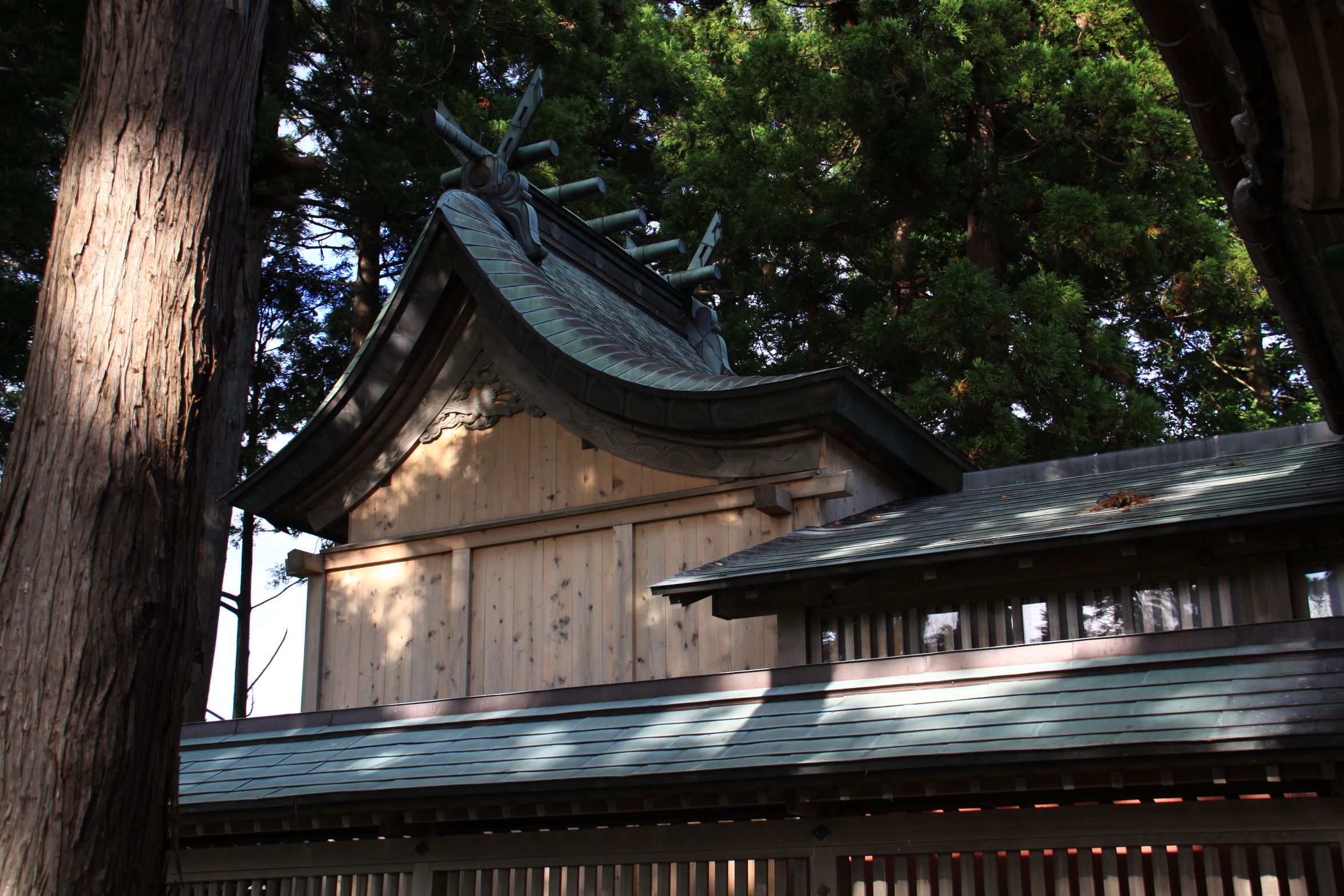
城輪神社　本殿

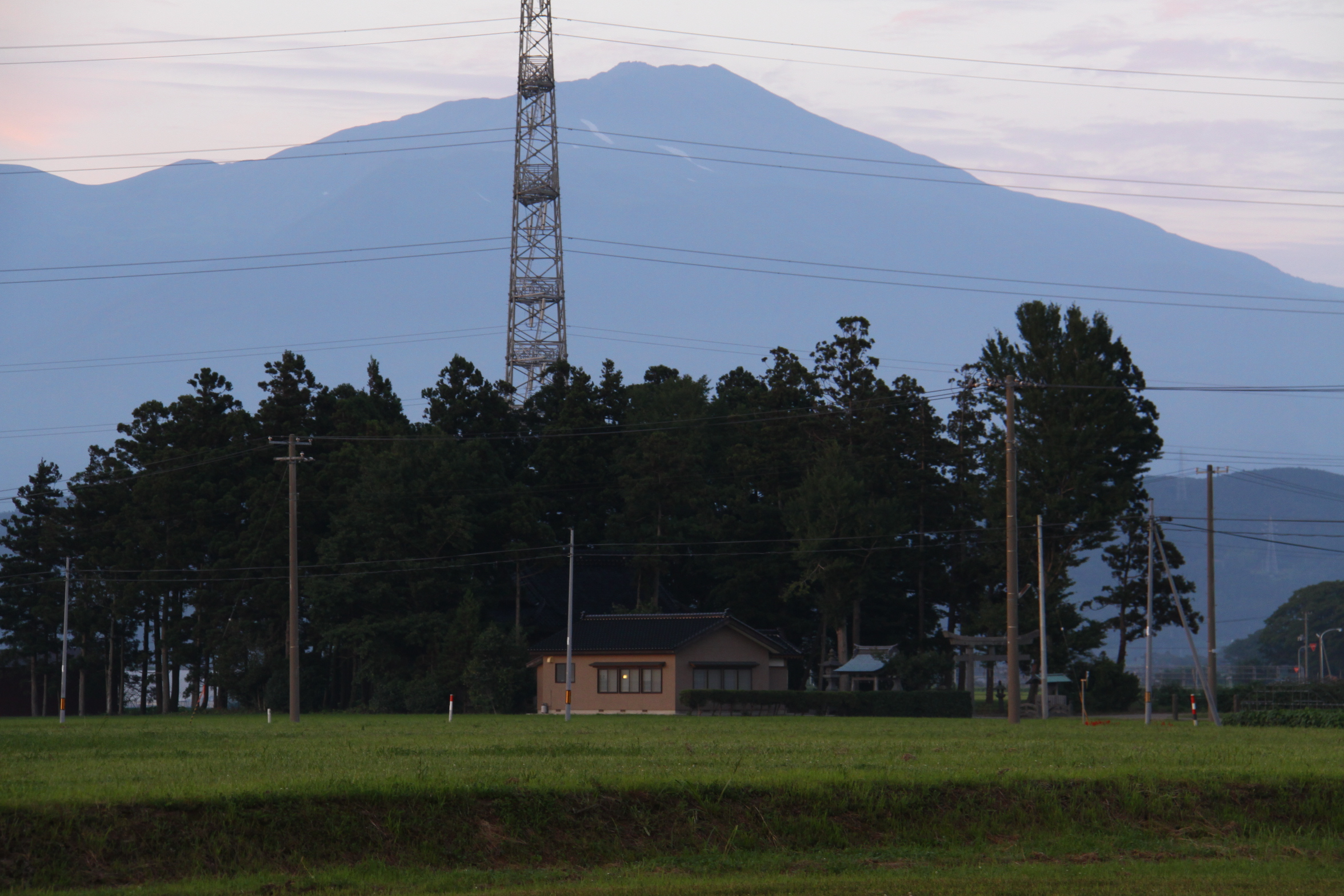
城輪神社　境内
城輪史跡公園の北西角付近から見た城輪神社の境内。城輪史跡公園の北西角は、古代政庁の北西角の位置にあたる。
背後に見える山影は霊峰鳥海山。

城輪神社（きのわじんじゃ）は、山形県酒田市にある神社である。昭和6年（1931年）に神社周辺から古代の城柵址が発見され、当社が城柵の鎮守神であることが分かった。出羽国二宮で、旧社格は県社。延喜式神名帳への記載は無いが、六国史にその名が見える国史見在社である。

## 由緒
創建年代は不明だが、『城輪の出羽柵址及び国分寺址調査』では、城輪柵の建設された和銅元年（708年）から霊亀2年（716年）の間に創建されたのではないかと推測している。安永4年（1775年）に社司により書かれた縁起『二宮古今記』によれば、当社は景行天皇の御宇に鎮座したとしているが、安政6年（1859年）に書かれた『五百津鉏』では「景行天皇御宇云々と有れど信難し」と述べている。
昭和6年（1931年）5月に城柵址が発見され、当社の位置が柵の北辺、北門と東北隅の間に在ることが分かった。『城輪の出羽柵址及び国分寺址調査』では、城柵の周輪に祭られていることが城輪神と呼ばれた所以であると考察している。また同書では、当時の状況を推考した場合、東北方向に蝦夷が最も多く、この方向からの襲来を考慮して城柵も北側に厳重な工事が施されており、城柵の北辺に祭られた城輪神は蝦夷の綏撫征伏を祈願した出羽柵の鎮守であると考察している。
また、宮形、玉田、寺屋敷、宗徒屋敷、鏡田、倉稲田、表物忌、直会田、上湯田などの神社周辺にある地名は、城柵址の発見によりその意義が明らかとなった。特に宮形は、『二宮古今記』に「頭家を定めて祭礼を行ふに、宮方公田方といふあり。是を以って考えふれば古へは神領の内をば宮方と称し、公廨をば公田方と称せしと見へしと云へり。宮形村は神領の内也。方の字を後世に形に書替へたるか・・・」とあり、この事から『城輪の出羽柵址及び国分寺址調査』では、宮方は城輪神社の社領を耕作する農民、公田方は国府所属の農民だとしている。
『二宮古今記』によれば、祭神城輪大明神は倉稲魂命のことで鳥海山大物忌神社と同体であり、用明天皇の御宇に鳥海山大物忌神社を一宮とする題額の宣旨が給われた頃から当社は二宮と称するようになった、二宮とは第2王子のことである、と述べている。しかしながら『城輪の出羽柵址及び国分寺址調査』では、本説を荒唐無稽に過ぎないとしている。
延長5年（927年）の『延喜式神名帳』には記載されていないが、『日本三代実録卷第十』貞観7年2月27日（865年3月28日）条に「出羽國正六位上城輪神」を従五位下に昇叙したと記載されており、さらに『日本三代実録卷第卅七』元慶4年（880年）2月27日条には大物忌神、月山神、小物忌神と並んで更に神階が昇叙され、従五位上に進んだ事が記載されている。『日本の神々 -神社と聖地-　12　東北・北海道』では、元慶4年は秋田城をめぐる元慶の乱が終息した頃であるので、当社はこの乱についての霊験によって報賽を受けたものであろう、と考察している。前述のように城輪神社の社名は城輪柵の存在が前提となっており、同書においても、この神社が9世紀半ば以降に『日本三代実録』に現れるのは、柵が本格的に営まれた平安時代初期以来の当社の趨勢をあらわしているからだと述べている。『二宮古今記』では、往古は大伽藍で、広大な社地社領の寄付や社人社僧の奉幣に預かり隆盛であったとしている。
しかし、『城輪の出羽柵址及び国分寺址調査』によれば、『日本三代実録』以降、江戸時代の2～3の記録を除いて当社の記録は一切無く、何れの時代からか衰微して『延喜式神名帳』の記載に漏れ、慶長年間の最上義光の社領寄進にも漏れたとしている。『二宮古今記』によれば、戦国時代の応仁および天正年間の戦乱により、社人社僧が亡んだり逐電したりして神社は荒廃したのだと言う。
江戸時代に入り、棟札から元和元年（1615年）に御堂が建立されたことが分かっており、その後、修験本学院が別当になったと言う。また、庄内藩主酒井氏により復興され、宝永年間と天保年間に幣帛料が寄進されたと言う。『日本の神々 -神社と聖地-　12　東北・北海道』では、宝永年間と天保年間には、年代の間隔からして社殿の改修も行われたのではないかと推測している。『二宮古今記』によれば、この縁起の書かれた安永4年（1775年）に、元和元年に建立された御堂が修繕できないほど朽ちたため、寄付を頂いて新築した社殿に遷宮した、と記録している。
『山形縣神社誌』によれば、明治6年（1873年）1月16日に社殿が炎上し、伝えてきたものも烏有に帰したが、翌7年（1874年）9月に再建されている。この時の火災により、表面に「城輪」裏面に「天徳四年五月宮御」（天徳4年は960年）の墨痕がある、勅額と言い伝えられる木片も焼失している。明治9年（1876年）2月24日には村社となり、翌10年（1877年）国幣中社鳥海山大物忌神社の摂社に指定された。明治15年（1882年）に永代講中が結成され、今日に至っている。また、明治27年（1894年）10月22日に庄内大震災に罹災し社殿が半壊するも、同年内に解体、翌28年（1895年）には元通りに再建された、としている。
さらに『山形縣神社誌』によれば、大正5年（1916年）4月20日に供進社へ指定され、昭和7年（1932年）3月9日に到り県社に昇格されている。昭和41年（1966年）には本殿屋根を銅板葺に改修、昭和52年（1977年）からは氏子の子供達による神子舞の奉納を行うようになり、現在も続けられているのだと言う。

## 祭神
- 倉稲魂命

## 境内外社
- 玉池神社
- 皇大神社

## 交通
- JR羽越本線酒田駅からバスで約20分
- JR羽越本線本楯駅から徒歩約30分